# 大槻博
大槻 博（おおつき ひろし、1949年7月11日 - ）は、日本の経営者。北海道ガス社長、会長、現在も札幌商工会議所副会頭を務めている。

## 来歴・人物
北海道出身。北海道札幌北高等学校を経て、1972年に北海道大学工学部を卒業し、同年に北海道ガスに入社した。1998年に取締役に就任し、2000年6月に常務、2002年6月に副社長を経て、2008年4月に社長に就任。2022年6月に会長に就任。。